# محطة قطار سيدي اعمر (سعيدة)
محطة سيدي عمار هي محطة قطار جزائرية سابقة تقع في بلدية سيدي اعمر بولاية سعيدة .

## التموقع في السكك الحديدية
تقع المحطة على ارتفاع 572,690 متر فوق مستوى سطح البحر، عند نقطة الكيلومترية (PK) 182,700 من خط وهران – قنادسة [الفرنسية]، حيث تسبقها محطة سيدي بوبكر القديمة وتتبعها محطة حمام رابي القديمة.

## تاريخ
كانت المحطة تسمى، أثناء الاستعمار،  «محطة فرانشيتي».
تم تشغيل المحطة في 28 سبتمبر 1879 أثناء افتتاح خط السكة الحديد الضيق القديم بطول 1 055 مم من أرزيو إلى سعيدة حيث سبقتها محطة شارييه (محطة سيدي بوبكر) وتلتها محطة أو شوديس (محطة حمام ربي), ,.

### روابط خارجية
- "SNTF". Société nationale des transports ferroviaires (SNTF). مؤرشف من الأصل في 2025-05-05..